# Oakville, Iowa
Oakville är en ort i Louisa County i delstaten Iowa, USA.